# Driver et al. c. Coca-Cola
Driver et al. c. Coca-Cola (1961) est un arrêt de principe de la Cour suprême du Canada dans le domaine de la responsabilité civile au Québec.

## Contexte factuel et juridique
Une fillette de huit ans est morte instantanément après avoir été heurtée par un camion de la société Coca-Cola. Ses parents poursuivent la société Coca-Cola pour réclamer des dommages pour les souffrances et douleurs de la victime. Ils font appel jusqu'en Cour suprême.

## Décision
Le pourvoi des parents est rejeté.

## Motifs du jugement
Dans cet arrêt, la Cour suprême formule une condition préalable que pour réclamer des dommages pour souffrances et douleurs en tant que victime par ricochet, il faut la mort ne survienne pas de façon quasi instantanée. Or, en l'espèce, la fillette est morte instantanément, donc les parents ne peuvent pas réclamer des dommages.

## Pertinence de l'arrêt aujourd'hui
Bien que certains aspects de la décision sont désormais dépassés, la règle de base qu'on ne saurait réclamer pour souffrances et douleurs lorsque la mort est quasi instantanée demeure tout à fait actuelle en droit québécois. En fait, la Cour suprême a réitéré cette règle à plusieurs reprises depuis 1961. Dans l’arrêt Pantel c. Air Canada, la Cour suprême applique le même principe car les victimes immédiates sont mortes instantanément dans un accident d’avion. Dans l’arrêt Augustus c. Gosset, il n’y a pas eu d’indemnisation pour les souffrances endurées avant la mort car la victime meurt instantanément après avoir été abattue par un policier. Dans l’arrêt De Montigny c. Brossard (Succession), la même règle de mort quasi instantanée trouve application, dans une affaire où un conjoint étrangle très rapidement sa conjointe et noie très rapidement ses enfants.

## Critiques formulées par la doctrine
Les auteurs de doctrine ont formulé des critiques à l'égard de cette décision. L'arrêt St-Ferdinand dit que le droit civil adopte une conception objective du préjudice, tandis que la common law adopte une conception subjective du préjudice. Or, en refusant de reconnaître que la victime immédiate a objectivement souffert un préjudice, la Cour suprême se trouverait à importer abusivement la common law en droit civil. D'autre part, l'anxiété créée par l'anticipation de la mort imminente dans l'esprit de la victime immédiate constituerait un véritable préjudice au sens de l'art. 4 de la Charte québécoise.